# Başka Dünya
Başka Dünya (en turc, Un altre món) és una òpera composta per Selman Ada sobre un llibret de Tarık Günersel. Es va estrenar al teatre històric de Süreyya a Kadıköy, Istanbul, el 21 de novembre de 2015, sota la direcció de Yekta Kara.

## Argument
L'òpera apel·la la humanitat a la «Responsabilitat». Tracta dels sobirans que, irresponsablement i pels seus interessos, espatllen el món i s'escapen cap a «un altre món». S'emporten amb ells un científic al qual li havien dificultat la feina en aquest món. Allà on van es troben els déus grecs que també havien marxat d'aquest món, ja que els homes no els feien cas. Comença un enamorament entre Zeus i la filla del científic.